# 巴士特街

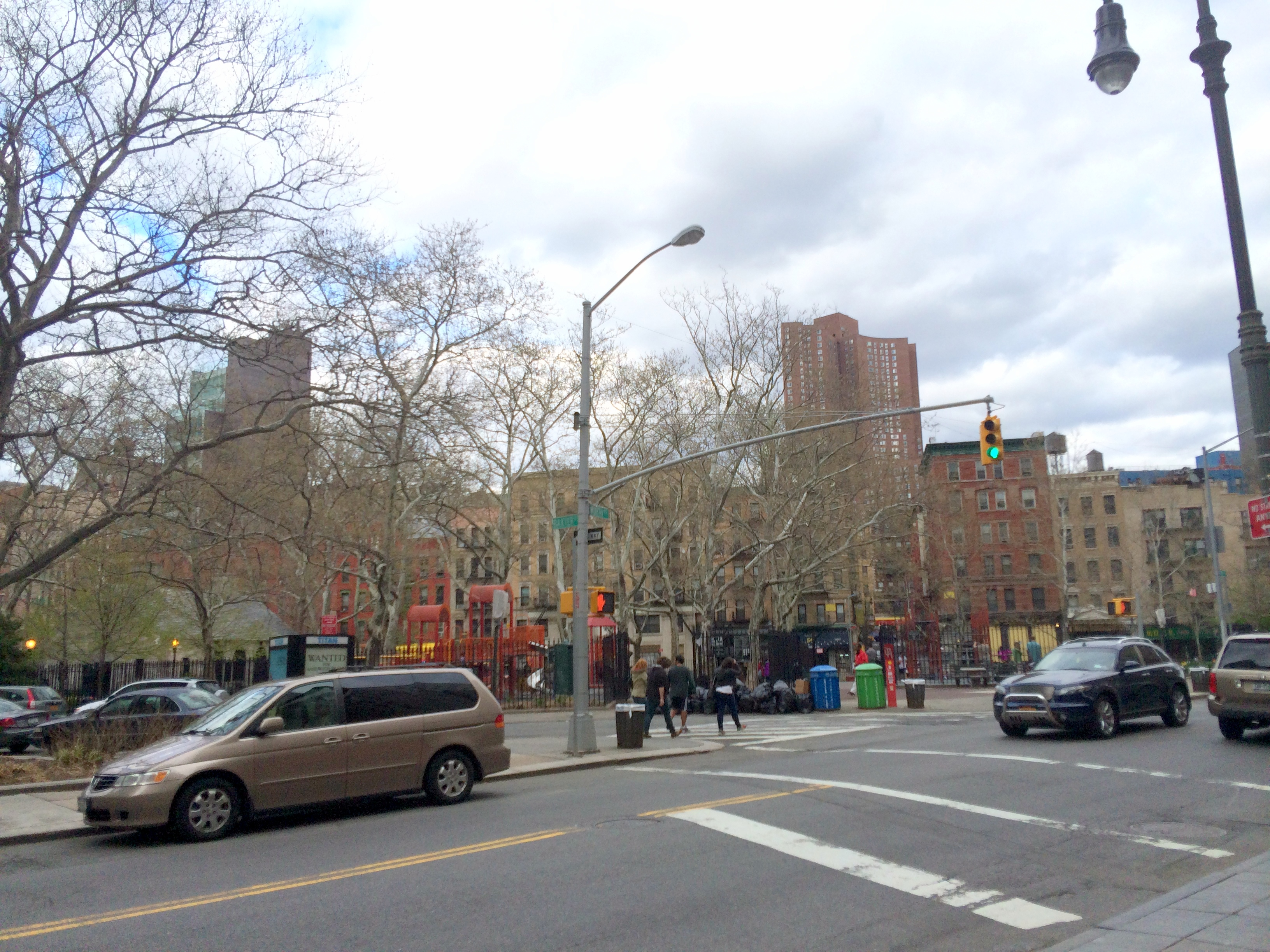
巴士特街南端

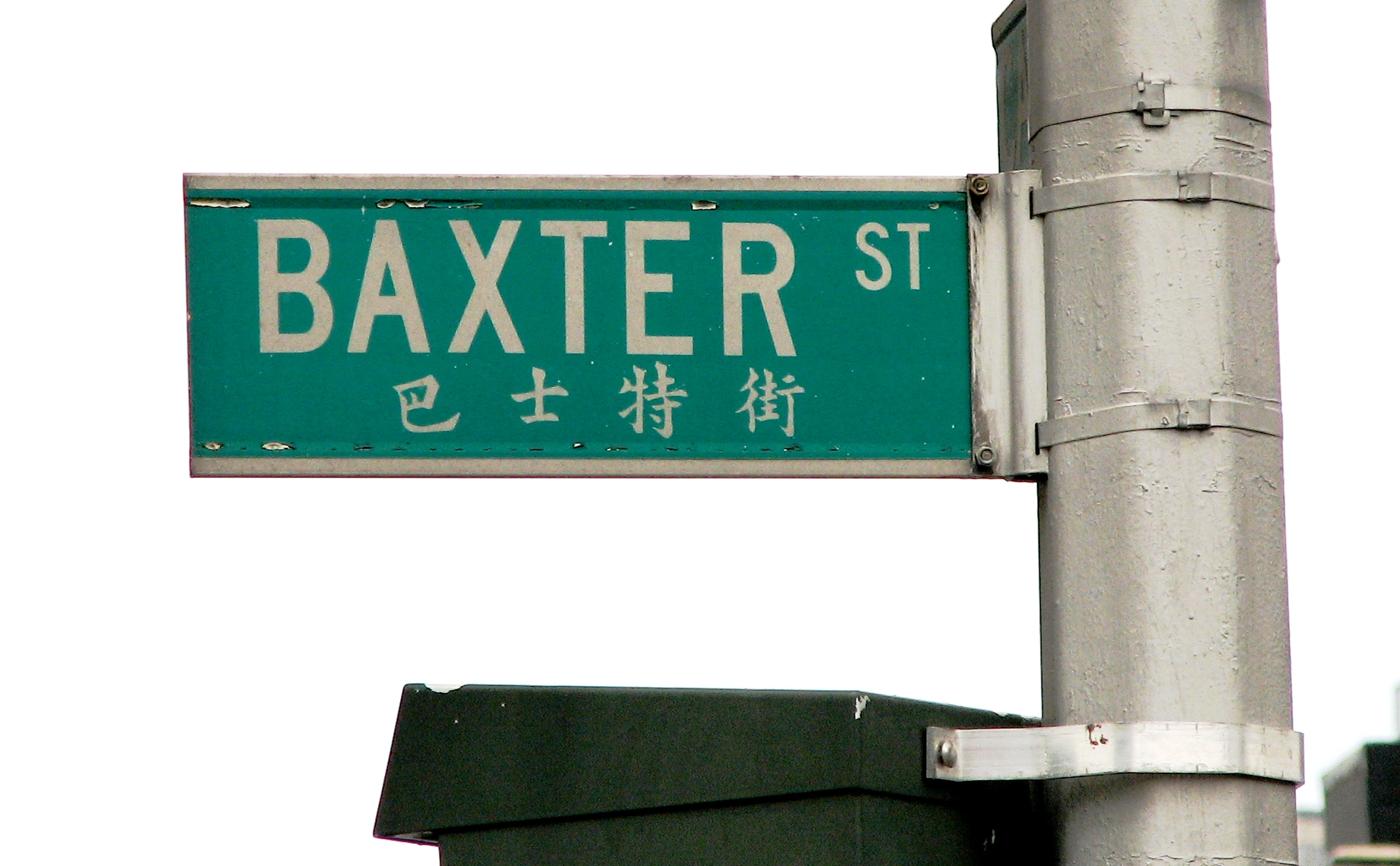
曼哈顿华埠巴士特街路牌.

巴士特街（Baxter Street）是美国纽约市曼哈顿区的一条狭窄的街道，南北走向，介于茂比利街和中央街之间。它贯穿小意大利和曼哈顿华埠的边缘。今天，它从格兰街到霍根坊（Hogan Place）向南单向行驶，从最南端的窝夫街到霍根坊向北单向行驶。